# Полет 778 на „S7 Еърлайнс“
Полет 778 на „S7 Еърлайнс“ е редовен вътрешен пътнически полет от международното летище „Домодедово“, Москва, до международно летище „Иркутск“, Иркутск, Русия, управляван от „S7 Еърлайнс“. На 9 юли 2006 г. самолетът „Еърбъс A310-324“, който изпълнява полета, не успява да спре при кацане в Иркутск и излиза от пистата, пробива бетонната ограда на летището, удря се в редици частни гаражи и се запалва, което отнема живота на 125 души от общо 195 пътници и 8 членове на екипажа на борда на машината.
Окончателният доклад на разследването на Междущатския авиационен комитет заключава, че причината за катастрофата се дължи на пилотска грешка. Докато капитанът намалява реверсора на тягата на десния двигател, той неволно премества напред лоста за газта на левия двигател, което довежда до значителна тяга на левия двигател. Неговият втори пилот не успява да следи параметрите на двигателя и в резултат на това екипажът не разбира източника на проблема. Екипажът не може да разреши проблема и в крайна сметка самолетът излиза от пистата и се разбива.
Въпреки че прокурори разследват инцидента повече от година, наказателното дело е прекратено през март 2010 г. от властите на Източносибирския департамент по транспорт към Следствения комитет. Паметник на жертвите на катастрофата е издигнат на улица „Можайски“, близо до мястото на произшествието. Катастрофата е и втората въздушна такава за два месеца в Русия след инцидента при полет 967 на „Армавия“.